# Rue de Musset
La rue de Musset est une voie du 16e arrondissement de Paris, en France.

## Situation et accès
La rue de Musset est une voie publique située dans le 16e arrondissement de Paris. Elle débute au 7, rue Jouvenet et se termine au 67, rue Boileau.
Le quartier est desservi par la ligne 9 à la station Exelmans.

## Origine du nom

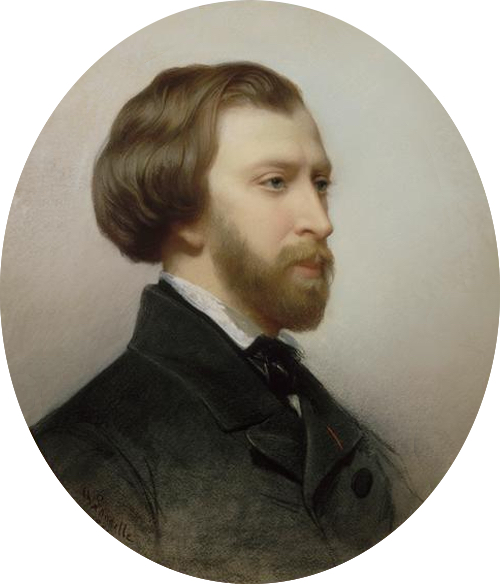
Alfred de Musset.

Elle porte le nom du poète français Louis Charles Alfred de Musset (1810-1857), élu académicien en 1852. 

## Historique
Un arrêté préfectoral du 1er avril 1808 ordonna l'ouverture de la partie de cette rue comprise entre les voies qui portent actuellement les noms de « rue Chardon-Lagache » et de « rue Jouvenet » ; cette section a porté d'abord le nom de « rue d'Iéna ». Le docteur Lacroisade, qui avait succédé à M. Benoit comme maire d'Auteuil, demanda qu'il fût interdit de bâtir des maisons sur le tracé du prolongement de la rue d'Iéna, projeté vers la rue Boileau ; l'administration déclara, le 25 novembre 1814, qu'elle ne pouvait pas empêcher les propriétaires de bâtir, tant que ce prolongement n'aurait pas été régulièrement et définitivement autorisé. En 1816, après la mort de M. Benoit, maire d'Auteuil de 1793 à 1813, et qui remplit ses fonctions avec beaucoup de zèle en faisant exécuter divers travaux d'intérêt général, le nom de rue d'Iéna fut changé en celui de « rue Benoit ».
La partie de la rue de Musset comprise entre les rues Chardon-Lagache et Jouvenet (ancienne rue d'Iéna) figure seule, sous le nom de « rue Benoit », au plan cadastral de 1823.
Le prolongement, entre la rue Jouvenet et la rue Boileau, qui avait été projeté avant la fin du Premier Empire et fréquemment sollicité par la municipalité d'Auteuil, notamment par une délibération du 3 mai 1825, n'a été autorisé que par l'ordonnance royale du 23 décembre 1839, maintenant pour l'ensemble de la rue Benoit une largeur légale de 8 mètres.
Ce n'est qu'en avril 1841 que M. Molin, alors maire d'Auteuil, a acheté les terrains nécessaires pour réaliser ce prolongement ; une indemnité de 975 francs a été payée en 1842 pour ces terrains par la commune aux hoirs Reculé. Une somme de 19 100 francs a été dépensée en 1889 pour achever la mise en état de viabilité de la rue de Musset, ancienne rue Benoit, qui a reçu sa dénomination actuelle par décret le 24 août 1864.

## Bâtiments remarquables et lieux de mémoire
- No 20 : bibliothèque municipale et école élémentaire. La bibliothèque est l'une des deux seules du 16e arrondissement (l'autre étant située rue du Commandant-Schloesing, au Trocadéro) et la plus petite de Paris[2].
- No 22 : Laboratoire Aérodynamique Eiffel. Inauguré en 1912, il s'agit de l'un des premiers laboratoires aérodynamiques du monde. En 1920, l'ingénieur le lègue aux services techniques de l'aéronautique. En 1929, il est affecté à la Chambre syndicale des industries aéronautiques[3].

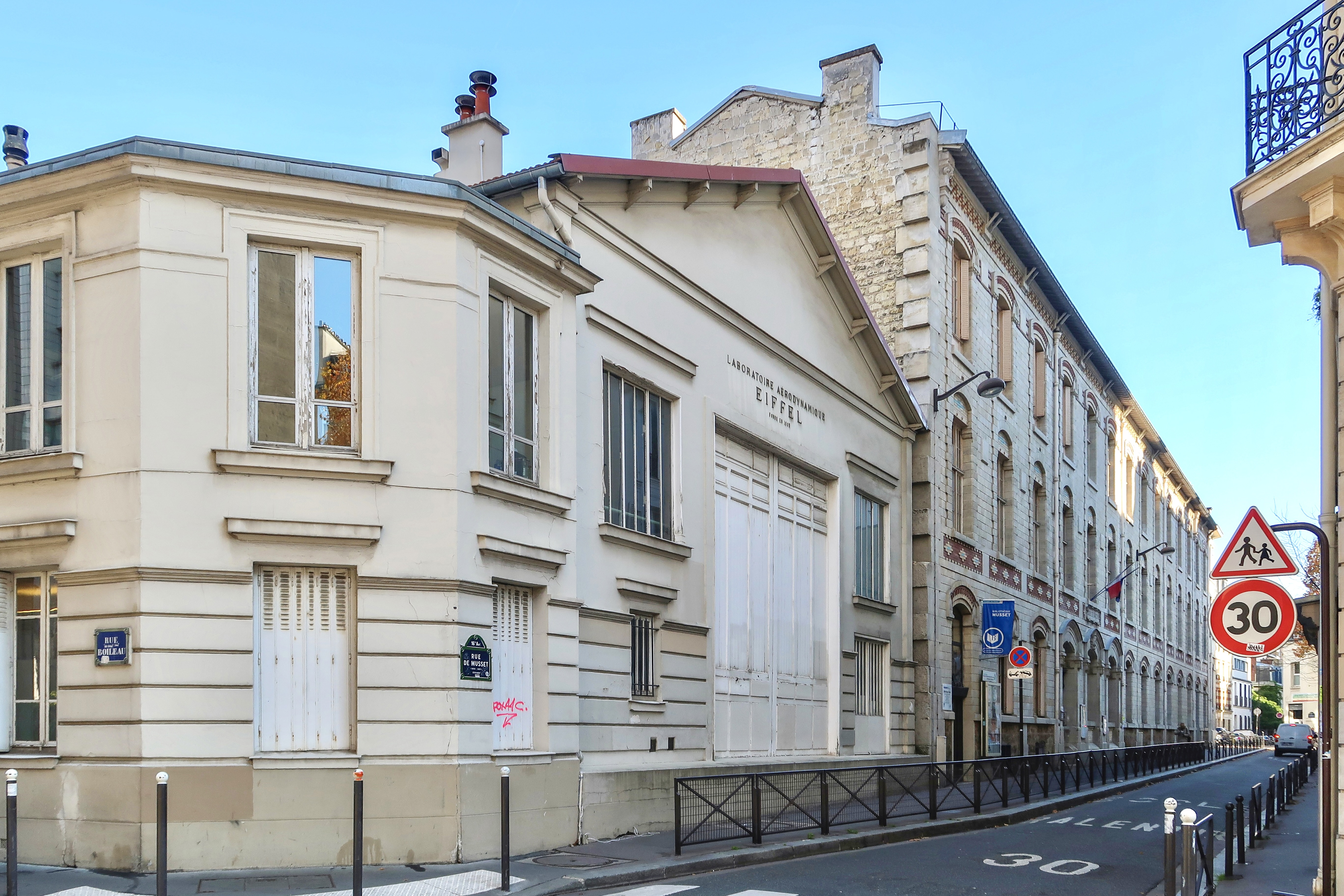
No 22, croisement avec la rue Boileau.
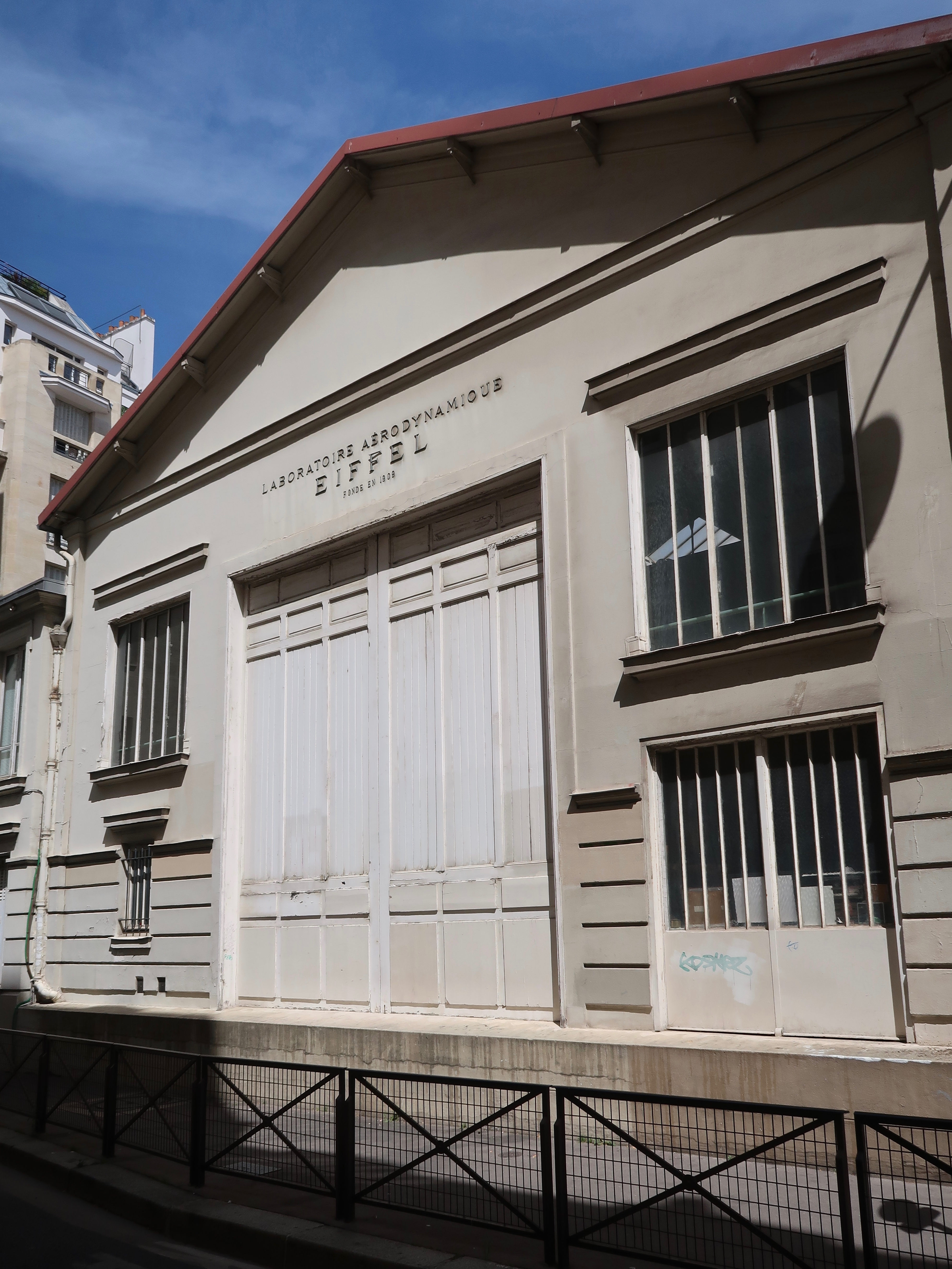
Détail du no 22.
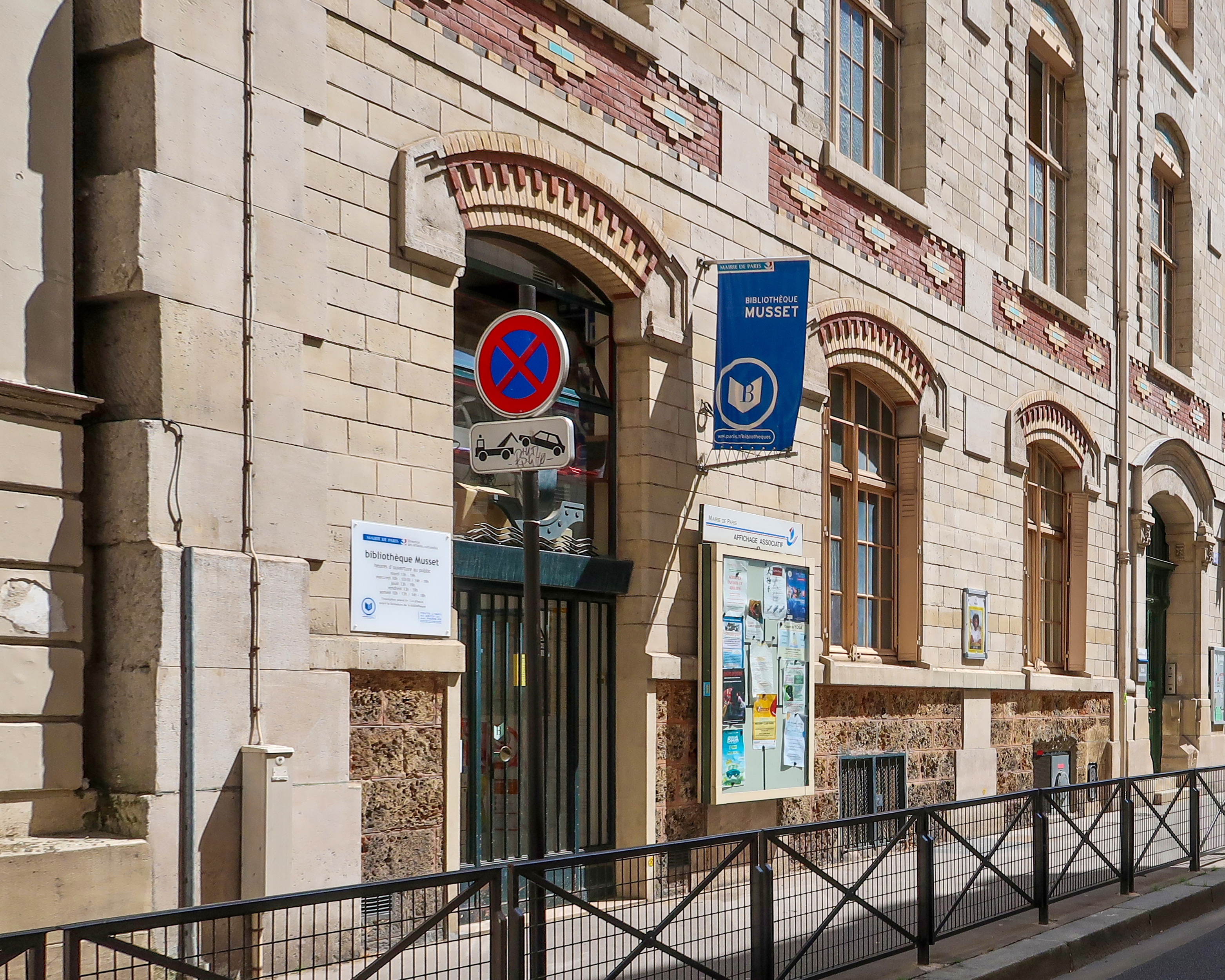
Entrée de la bibliothèque.
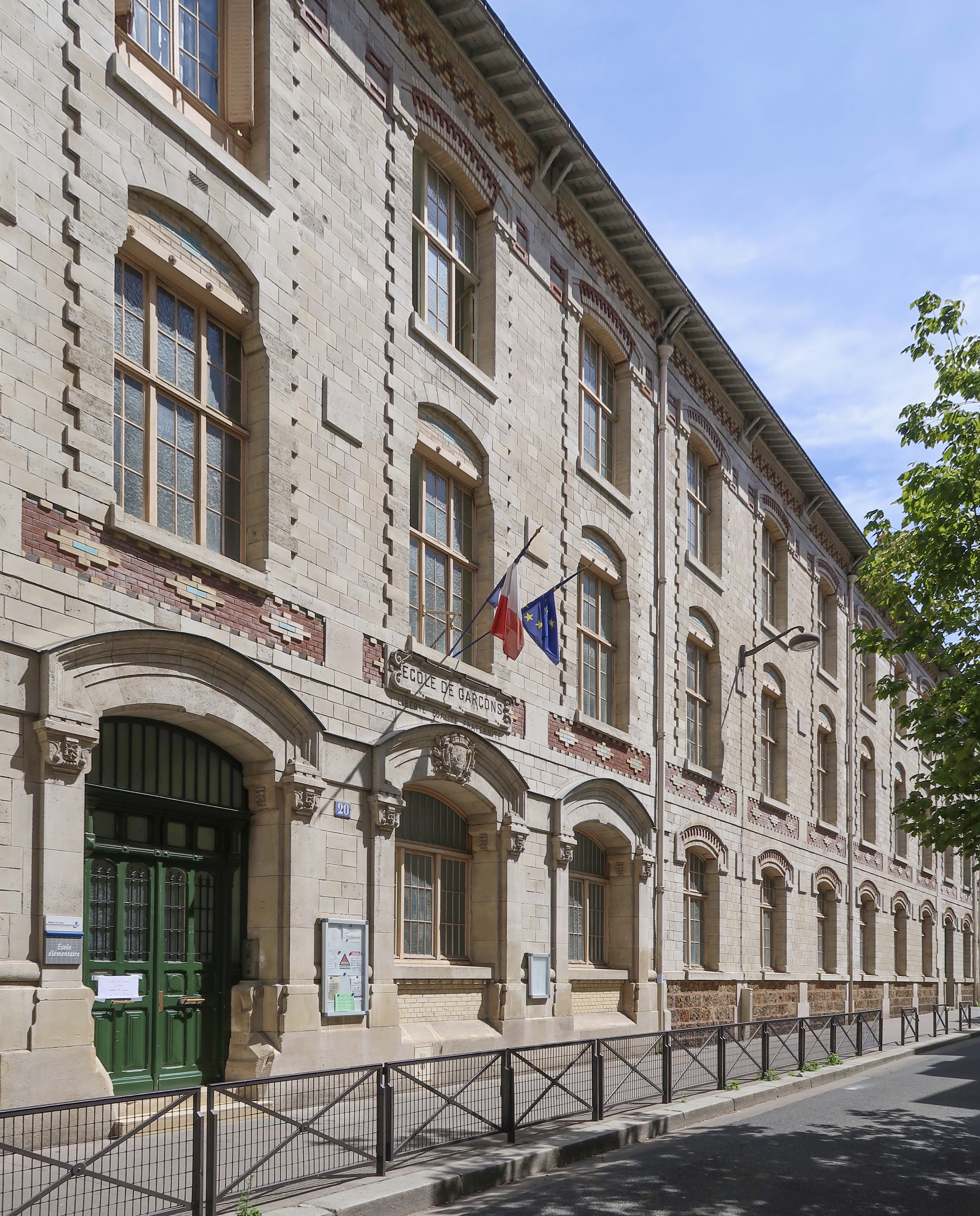
Entrée de l'école.